# Jugendhilfe Johannesburg

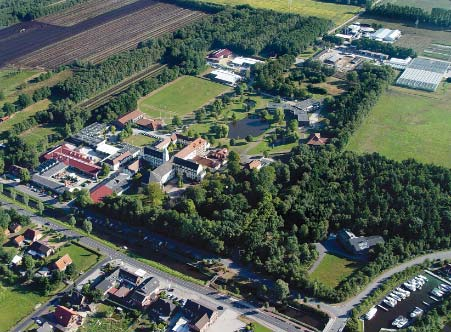
Jugendhilfe Johannesburg, 2009

Die Jugendhilfe Johannesburg ist eine katholische Einrichtung der stationären, teilstationären und ambulanten Jugendhilfe in Surwold, Ortsteil Börgermoor. Ihr Träger ist die Johannesburg GmbH, deren Alleingesellschafterin die Kinder- und Jugendstiftung der Hiltruper Herz-Jesu-Missionare im Emsland ist. In der Einrichtung werden bis zu 600 Kinder, Jugendliche und junge Erwachsene beiderlei Geschlechts mit unterschiedlichen psychosozialen Problembelastungen in der Altersgruppe zwischen 6 und 21 Jahren durch vielfältige sozialpädagogische, schulische und berufliche Hilfen betreut.

## Geschichte der Johannesburg

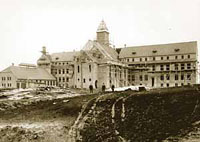
Erziehungsanstalt Johannesburg

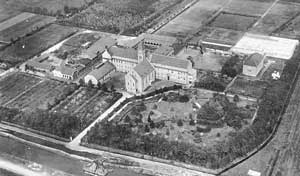
Johannesburg um 1935

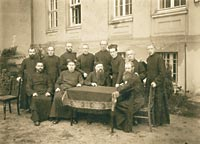
Brüder und Pater in Johannesburg, ca. 1930

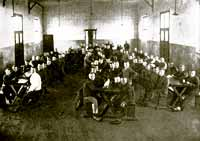
Aula Johannesburg um 1930

Im norddeutschen Raum gab es um 1900 kein Heim für schulentlassene katholische Jungen; sie mussten in Heimen außerhalb des Bistums Osnabrück untergebracht werden. Der Bischof von Osnabrück wollte in Börgermoor eine Erziehungsanstalt für katholische männliche Fürsorgezöglinge bauen. Grundlage war damals, dass Minderjährige in Heimen ihres Glaubens untergebracht werden sollten. In Tradition der Armenhäuser auf dem Land sowie  Arbeits- und der damaligen sogenannten Rettungshäuser, plante man den Bau in einer einsamen Gegend. Am 1. März 1913 wurde die Johannesburg vom Bischof Hubertus Voß eingeweiht. Heinrich Ganseforth war der erste Direktor der Canisianer, ihnen wurden die damals etwa 200 Jungen unterstellt. Die Franziskanerinnen aus Thuine übernahmen die Haushaltsführung.

### Die Erziehungsanstalt
In der Erziehungsanstalt sollte, zusätzlich zur Unterweisung im katholischen Glauben, die Arbeitserziehung in der Moorkultivierung sowie der Landwirtschaft den Zöglingen beigebracht werden und Gelegenheit gegeben für eine Ausbildung in handwerklichen Berufen. Am 1. April 1914 übertrug der Bischof den Herz-Jesu-Missionaren aus Hiltrup probeweise die Jugendlichen auf 10 Jahre. Es gelang ihnen die Überwindung der pädagogischen und finanziellen Schwierigkeiten der Anfangsjahre. 1924 wurde ihnen die Johannesburg endgültig übertragen. In der Hauswirtschaft wurden die Thiener ab 1916 von den Hiltruper Ordensschwestern abgelöst. 1929 wurde die Johannesburg von Pater Esser als Direktor übernommen. Pater Peter Petto, der schon von 1914 bis 1925 Assistent auf der Johannesburg war, wurde sein Nachfolger. Pater Petto gab aus seiner Erfahrung, praktische und theoretische Impulse zur Neugestaltung der Heimerziehung und gilt als Reformator der katholischen Heimerziehung in der damaligen Zeit. Eine familienähnliche Gruppenerziehung wurde in Form von „Heimgemeinschaften“ von ihm praktiziert. Die damalige Anstaltsmethode wurde Pater Petto als Entwicklung der Gruppenpädagogik speziell vorangebracht, um stärker auch die individuelle Eigenart eines jeden Jugendlichen zu beachten. Im Jahr 1941 wurde die Johannesburg von der Gestapo beschlagnahmt und die Ordensbrüder und -schwestern wurden noch ein Jahr dienstverpflichtet. Es folgte die Ausweisung der Patres und es wurde Ende 1942 in den Räumen der Johannesburg ein Jugendgefängnis eingerichtet. Zu Pfingsten 1945 konnte Pater Petto wieder die Johannesburg betreuen.

### Das neue Erziehungsheim
Am 1. Juli 1946 konnte das Erziehungsheim wieder mit 17 Jungen aus Göttingen eröffnet werden. Unter großen finanziellen Schwierigkeiten wurde mit dem Wiederaufbau begonnen. Durch die Ereignisse im Zweiten Weltkrieg verstarben viele Väter an der Front und die Mütter mussten die Kinder nach dem Krieg alleine durchbringen. In der Nachkriegszeit herrschte der Schwarzmarkt, Schmuggel, Prostitution, viele unvollständige und zerrüttete Familien und ein hohes Maß an Jugendgefährdung. Für die steigende Zahl von auffälligen Minderjährigen, wurden Erziehungsplätze in den Heimen gesucht. Es sollte eine Art von Besserungsanstalt sein, jedoch ohne Gefängnismauern, auf die man wegen des Moors verzichtete. Die damals sogenannten Zöglinge waren bei den Arbeiten in der Landwirtschaft und beim Torfstechen Barfuß. Selbst bei kühlen Wetter hatten wenige Holzschuhe oder ordentliche Schuhe an. Die Hemden und Hosen waren größtenteils zerrissen. Für die Zöglinge gab es bei den Torfarbeiten 0,05 DM pro Std. und für Landwirtschaftliche Arbeiten gab es kein Geld. Die Aufenthaltsräume waren ungestrichen, dunkel, unsauber und nur mit einer Glühbirne ausgestattet. Die Teller waren aus Blech. Dieser mangelhafte schlechte Zustand herrschte dort bis Anfang der 50er Jahre.

### Schicksal des Heimzöglings Josef Dorsten
So berichtete der am 23. Juni 1932 geborene Josef Dorsten, der noch einen jüngeren Bruder hatte, über sein Schicksal in Johannesburg. Sein Vater verstarb 1943 und nach dem Krieg gab es auf den Lebensmittelkarten zu wenig zum Überleben. Josef und sein Bruder gingen beim Bauern Hamstern. Die Mutter bekam eine kleine Rente und musste arbeiten. Die Kinder waren dann auf sich alleine gestellt, stibitzten beim Fleischer Wurst und Eingemachtes und für die warme Wohnung haben sie sich Kohlen besorgt, wobei sie erwischt wurden. Das ging ab 1946 den katholischen Nachbarn zu weit und sie informierten das Jugendamt. Dadurch wurde Josef in seiner Akte als „Psychopath“ abgestempelt. Seine 35-jährige Mutter konnte sich nicht alleine gegen die Vorwürfe wehren und per Gerichtsbeschluss wurden er und sein Bruder der Fürsorge unterstellt. Am 11. März 1947 nahm eine Fürsorgerin den damals 14 Jahre alten Josef mit zur Polizeiwache nach Papenburg, wo er die Nacht auf einem Stuhl verbringen musste, weil kein Bus nach Börgermoor zur Johannesburg fuhr. Es lag hoher Schnee und es war der schlimmste Winter seit Jahren, so dass erst am nächsten Morgen der Bus zum Fürsorgeheim fuhr. Sein Bruder kam einige Tage später in das Jugendheim „Himmeltür“ in Hildesheim.

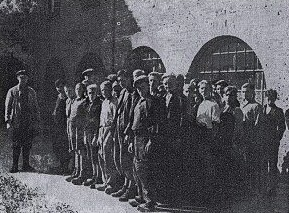
Appell bis ca. 1973 in Johannesburg vor dem Torfstechen

Als Zögling litt Josef im Kloster Johannesburg mit den 175 Heiminsassen, denn harte, körperliche Arbeit, Stockschläge und sexueller Missbrauch waren alltäglich. Der entbehrungsreiche Alltag bestand aus einseitiger Ernährung, wobei es hauptsächlich „Pamms“ (dünner Gemüseeintopf) und Kartoffelbrei gab. Die Scheinheiligkeit der Patres und Ordensbrüder, die schnell zum Zuchtstock griffen und sich auch an den Heimzöglingen vergingen, kann er nicht vergessen; wehren konnte man sich nicht. „Dankbarkeit“ sollten die sogenannten „Zöglinge“ zeigen, die allerdings mit dem Zuchtstock erzwungen wurde. Josef war als Zögling der Abteilung „Hochland“ unterstellt, wo es einen Schlafsaal mit 35 Jungen gab; jeder hatte ein Bett sowie einen Spind. Der große Speisesaal diente auch als Aufenthaltsraum. Wie viele andere Jungen wurde Josef in der Landwirtschaft eingesetzt; eine Berufsausbildung gab es damals nicht. Jugendliche wollten natürlich rauchen, was erst ab dem 16. Lebensjahr erlaubt war, und auch im Kloster Johannesburg wurde Tabak angebaut. Josef hatte sich verkümmerte Pflanzen besorgt und auf einem freien Feld erfolgreich hochgezogen, was allerdings verboten war. Das wurde entdeckt und der Ordensbruder E., dessen Markenzeichen ein Holzknüppel war, forderte Josef auf, seine Hosentaschen zu entleeren. Die Tabakblätter fielen zu Boden. Er schlug so lange auf Josef ein, bis sein Knüppel kaputt war. Josef hatte seiner Mutter über das Leben im Heim einen Brief geschrieben. Das wurde entdeckt und der Pater Direktor gab ihm zunächst eine Standpauke über das Leben im Heim und es gab natürlich wieder Prügel. Mit seinem Freund „Jupp“ R. wurde Josef vom Heim an einen Bauern in der Nachbarschaft zum Arbeitseinsatz „ausgeliehen“ und es waren schöne Tage, denn es gab beim Bauer ein Abendessen. Anschließend lud uns der Bauer ein, eine Zigarette zu rauchen. Der Bauer berichtete später im Sekretariat, wie schlecht sie über die Johannesburg sprachen und dass sie auch noch rauchten. Die Bestrafung, die folgte, wurde als perfide, gemein, ungerecht empfunden, denn in der Nacht rief der Pater den Zögling Josef nur mit dem Nachthemd bekleidet zu sich ins „Kämmerchen“. Bäuchlings über den Stuhl gelegt gab es 20 Hiebe mit dem Rohrstock. Nach einer kurzen Pause gab es noch mal 20 Schläge. Als der Pater seine Züchtigung beendete, musste sich sein Freund Jupp auch die Strafe abholen. Es gab einen Ordensbruder, der singen konnte wie ein Engel. Dieser lud den 16-jährigen Zögling Josef eines Nachts in sein Schlafgemach ein, um mit ihm ein Pfeifchen zu rauchen. Anschließend verging er sich an Josef. Es herrschte eine Atmosphäre von Befehl und Gehorsam, wobei die Zöglinge den sexuellen Missbrauch kritiklos hinnehmen mussten. Das war kein Einzelfall, denn  Konsequenzen für den Ordensbruder gab es erst, als dieser mit einer Gruppe Zöglinge zusammen im Bett erwischt wurde; erst dann wurde dieser in ein anderes Heim versetzt.

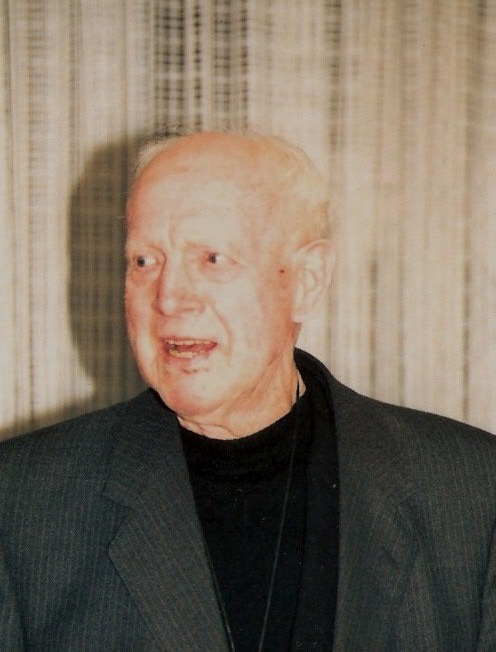
Ordensbruder Schröer, ca. 1985

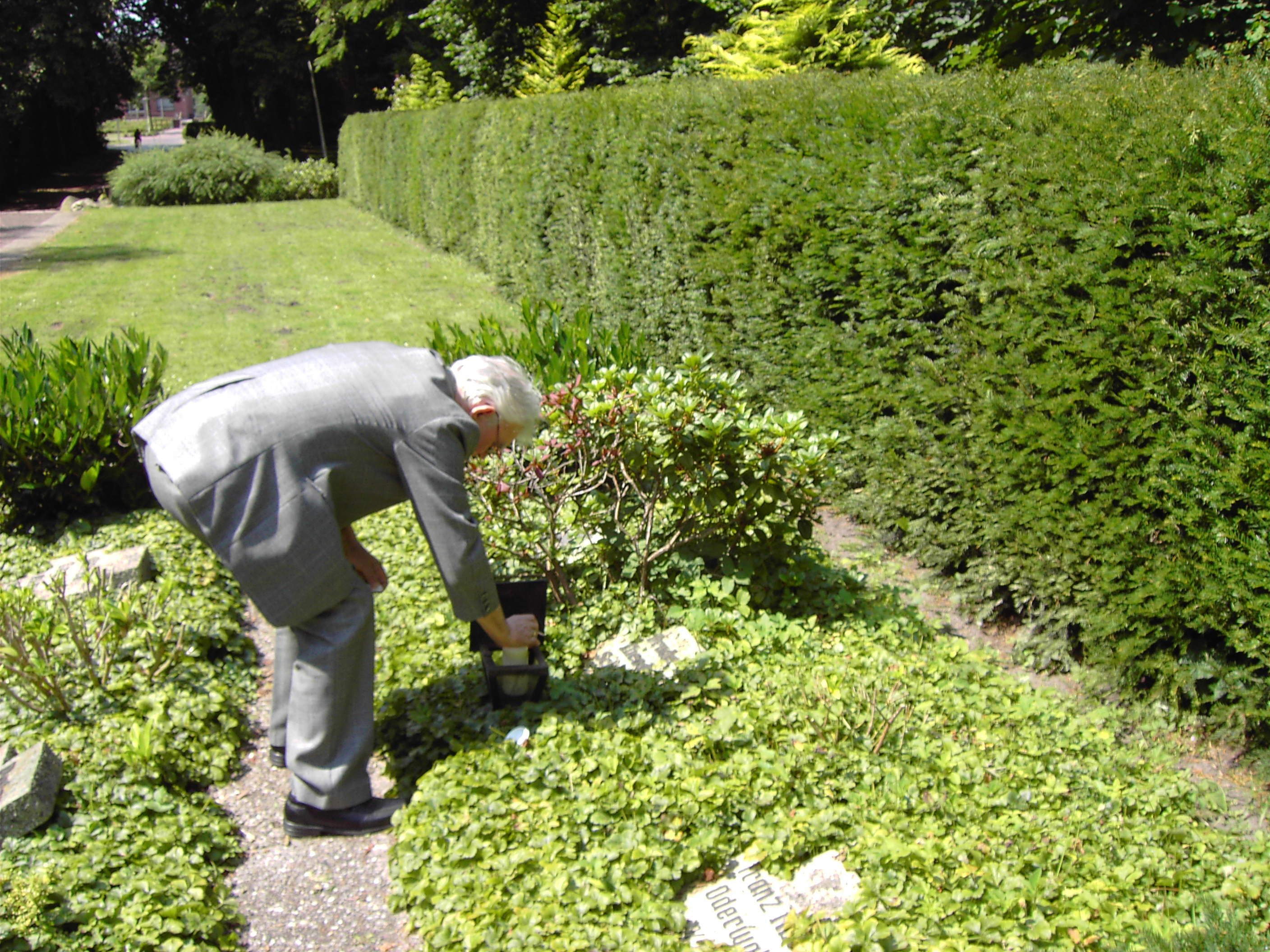
Josef Dorsten am Grab von Ordensbruder Schröer, 2009

Die Jugendlichen, die so etwas erlebt hatten, brauchten nach Meinung von Josef Dorsten einen Psychotherapeuten. Josef hatte Glück, indem er im Bruder Schröder „ein Engel unter lauter Teufeln“ gefunden hatte, der ihm damals bis zum 15. März 1949 über so manche schwere Stunde hinweghalf. Josef durfte mit diesem Ordensbruder in der klostereigenen Landwirtschaft tätig sein. Zwei Jahre und drei Tage in der Johannesburg waren für Josef Dorsten trotzdem sehr schlimm und er beschrieb diese damalige Zeit: „Es war die Hölle“. 1949 wurde Josef mit fast 17 Jahren bei einem Bauer in Neubörger untergebracht, um dort einen „Arbeitsurlaub“ zu verbringen. Er musste dort als sogenannter Leibeigener bis zum 19. Lebensjahr für 30 DM im Monat arbeiten und es wurde dementsprechend in die Rentenkasse einbezahlt.
Seit 1993 besucht Josef Dorsten jedes Jahr das Grab des Ordensbruders Schröer.

### Die Einrichtung der Jugendhilfe

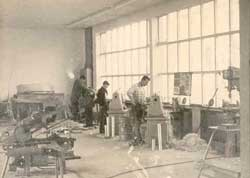
Metall-Lehrwerkstatt 1965

Neuer Direktor der Johannesburg wurde 1952 Pater Güldenberg, der versuchte, die Tradition von Pater Petto aufzugreifen. In der allgemeinen Diskussion um die Heimerziehung fand Ende 1960 in Deutschland eine weiterreichende Änderung in den Kinder- und Jugendheimen statt. Bis dahin hatte die Johannesburg einen schlechten Ruf. Denn dort wurden aus ganz Deutschland schwersterziehbare Jugendliche dort „eingeliefert“, „die sonst keine Einrichtung haben wollte“. Die Heimgemeinschaften sollten nun gemäß dem „neuen Denken“ in einer Form gelenkter Selbstverwaltung gestaltet werden. In einer Art Heimparlament sollten die Jugendlichen die alltäglichen Dinge wie Kontrolle und Ordnung im Haus selbst bestimmen. Die neuen Bemühungen um bessere Reformen, wie die Verkleinerung der Gruppengröße, wurden anfangs allerdings durch staatliche Zuschüsse etwas beeinträchtigt. Es gab nun kleinere Gruppen sowie eine Ausweitung der beruflichen Bildung und eine allmähliche Öffnung der Heime nach außen wurde auch in der Johannesburg bewerkstelligt. Von dem damaligen Direktor, Pater Kaperschmidt, wurde Anfang der 1970er Jahre die Torfwirtschaft mit der Einführung des kostendeckenden Pflegesatzes eingestellt und die Lehrlings-Werkstätten von Pater Maaß wurden fortgesetzt.
Im Jahr 1975 wurde das Volljährigkeitsalter auf 18 Jahre herabgesetzt. Dadurch konnte mit der Aufnahme von Kindern im schulpflichtigen Alter begonnen werden. Unter dem Direktor Alois Hügle wurde Anfang der 80er Jahre  integrative Ansätze von externen Auszubildenden und die Außenwohngruppen weiterentwickelt, so dass in Aschendorf 1980 die erste Außenwohngruppe eröffnet wurde. Eine integrative Ausbildung der Kinder und Jugendlichen aus der Umgebung wurde durch neue Werkstätten in einer positiven Wirkung erprobt. In der Amtszeit von Wichard Klein als Leiter der Johannesburg wurden verschiedene sozialpädagogische Betreuungsformen bei benachteiligten Jugendlichen in Verbindung mit dem Bundesinstitut für Berufsausbildung in Berlin, dem Land Niedersachsen und der Westfälischen Wilhelms-Universität in Münster wissenschaftlich begleitet. Nach dem Benachteiligtenprogramm wurde 1982 die Johannesburg auch ein Träger dieser Maßnahme und im Bereich der Ausbildung bei benachteiligten Jugendlichen wichtig. Für die Mädchen und Jungen außerhalb der Johannesburg besteht seitdem im Rahmen der Beruflichen Bildung eine eigenständige sozialpädagogische Begleitung.
Im Jahr 1996 wurde die Johannesburg als „Reha-Einrichtung“ anerkannt und ist seitdem für junge behinderte Menschen ein regionales Zentrum der beruflichen Rehabilitation. In der über 90-jährigen Geschichte hat sich die Johannesburg für die Jugendhilfe  und Jugendsozialarbeit sehr gut weiterentwickelt, indem ein ganzheitlicher Ansatz der Sozialpädagogik sowie schulischer und beruflicher Bildung praktiziert wird. Eine Förderschule, die „Pater-Petto-Schule“, wurde als Ganztagsschule integriert, wobei eine handlungs- und projektorientierte Werkstatt und fachgebundene Arbeitsgemeinschaften entstanden.

## Nachbetrachtung

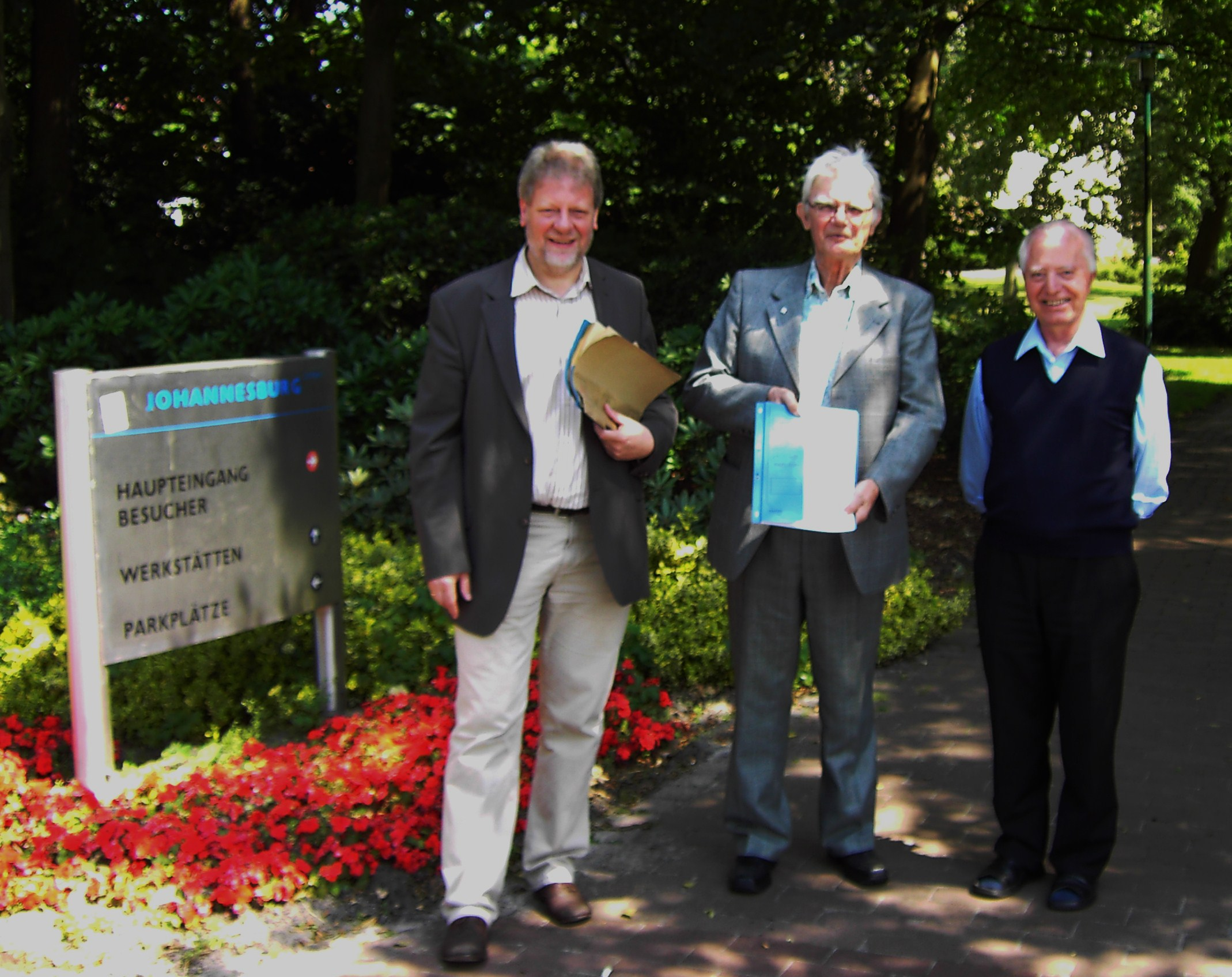
Josef Dorsten (Mitte) bei Aktenübergabe, 2009

Die Geschichte über ihr Leben in der Erziehungsanstalt Johannesburg erzählten ab dem Jahr 2008 der damals 76-jährige Josef Dorsten und andere Insassen nach Jahrzehnten der Verdrängung. Auch aus anderen Heimen hatte es von den damaligen sogenannten Heimzöglingen solche Berichte über erschütternde Zustände und Missstände gegeben, wo Gewalt, der Zwang zum Arbeitseinsatz und sexueller Missbrauch herrschten. Die Erlebnisse in deutschen Kinderheimen in der Nachkriegszeit wurden vor dem Petitionsausschuss des Bundestages geschildert. Die Johannesburg unterstützt die Aufarbeitung durch Herausgabe der alten Akten und möchte sich bei den damaligen Zöglingen für die Vergehen persönlich entschuldigen, um „Prozesse der Aussöhnung“ einleiten zu können. Der frühere Leiter der Johannesburg Wichard Klein lud den ehemaligen Zögling Josef Dorsten 2009 zur Aktenübergabe ein und bat um Entschuldigung für das erlittene Unrecht.